# Pseudophaula pustulosa
Pseudophaula pustulosa là một loài bọ cánh cứng trong họ Cerambycidae.